# Grassi idrogenati
I grassi idrogenati sono il prodotto dell'idrogenazione catalitica di grassi insaturi.
Il processo prende il nome di indurimento e viene generalmente utilizzato per produrre grassi concreti a partire da oli. Il prodotto principale è la margarina. Esistono anche altri tipi di preparati come gli oli parzialmente idrogenati, utilizzati dall'industria alimentare.
L'idrogenazione avviene a temperature comprese tra i 120 e i 210 °C e i catalizzatori sono il 
rame, il nichel o il platino.
I grassi idrogenati hanno come vantaggio una maggiore stabilità, conservabilità e un minor costo ma sono meno qualitativi. Inoltre dosando il grado di idrogenazione è possibile ottenere grassi con diversi punti di fusione (e quindi con diversa consistenza).
Il difetto principale è la presenza di acidi grassi trans che si formano durante la reazione di idrogenazione.
Tecniche alternative all'idrogenazione per la produzione di grassi concreti sono la cristallizzazione frazionata e la interesterificazione.